# Barriera Cavour
La Barriera Cavour è una porta cittadina di Cesena costituita ai lati da due padiglioni e chiusa, fino agli inizi del XX secolo, da un cancello in ferro. Venne costruita in sostituzione della precedente Porta Cervese di origine malatestiana della quale rimangono visibili i resti di un barbacane.

## Storia

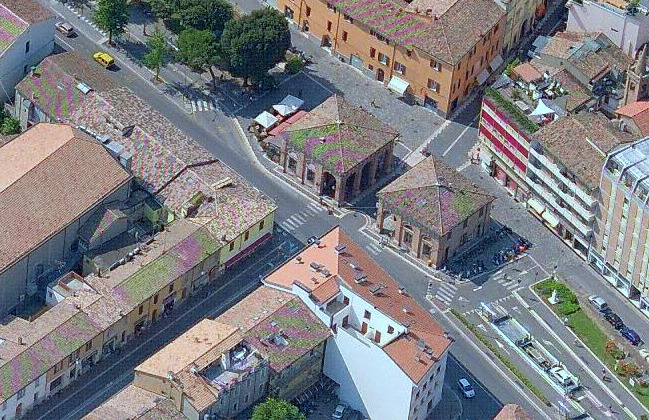
La Barriera Cavour vista dall'alto.

L'abbattimento dell'antica Porta Cervese, risalente al XIV secolo, e l'edificazione di questa costruzione, nel 1864, su progetto di Davide Angeli, costituiscono uno degli interventi di maggior rilievo tra i tanti che, dopo l'Unità d'Italia e in nome della modernità, intesero dare alla città un indiscutibile aspetto "borghese". In questo caso la porta, che segnava da secoli il punto in cui la romana Via del Sale, oggi Corso Cavour, usciva dalla città in direzione di Cervia, venne sostituita da due neoclassici padiglioni a lesene doriche, chiusi da una robusta cancellata. Negli intendimenti il risultato era quello di offrire, a chi entrasse in città provenendo dalla stazione ferroviaria, la miglior immagine di Cesena. I due padiglioni ottocenteschi speculari ai lati fungevano da barriera daziaria. Sono entrambi porticati su di un lato e ornati da lesene doriche e da un fregio con triglifi.
Nel 2002 un'opera di restauro ha restituito alla città l'originale cancello che oggi si trova all'ingresso dei Giardini Pubblici.